# 滑川剛人
滑川 剛人（なめかわ たけひと、1990年1月1日 - ）は、日本ラグビーフットボール協会の日本協会A級公認レフリー。元ラグビー選手であり、現役時代には、選手を続けながらレフリーも務めていた。トヨタ自動車勤務。

## プロフィール
- 東京都出身。
- ポジションはスクラムハーフ(SH)。
- 身長 164 cm、体重 73 kg
- U20日本代表に選ばれたことがある。
- 帝京大学時代の同級生に伊藤拓巳、大出憲司、小山田岳、權正赫、辻井健太、白隆尚、南橋直哉、森田佳寿、吉田康平らがいる。

## 略歴
10歳からラグビーを始めた。
2008年、桐蔭学園高校卒業後、帝京大学に入る。なお桐蔭学園高校時代、高校日本代表に選ばれ、第31回高校東西対抗試合に東軍として出場した。
2011年、帝京大学ラグビー部の副将に就任した。
2012年、帝京大学卒業後、トヨタ自動車ヴェルブリッツ(現・トヨタヴェルブリッツ)に加入。同年9月1日に行われたジャパンラグビートップリーグ第1節のヤマハ発動機ジュビロ戦に途中出場で公式戦初出場を果たす。
2015年、トヨタ自動車ヴェルブリッツの副将に就任した。
2019年12月、現役トップリーガーとして初めて日本協会レフリー育成プログラム参加。
2021年、日本協会A級公認レフリーに選ばれた。
2022年5月18日、トヨタヴェルブリッツを退団し、23年間続けた現役プレーヤーを引退した。以後はレフリーに専念する。これについて滑川は「選手以上にさまざまな地域・国に出現します」とコメントした。トヨタ自動車の社員として勤務。
2023年3月10日、スコットランドで開催されたワールドラグビーU20シックス・ネーションズ・チャンピオンシップのスコットランド対アイルランド戦 でレフリーを務めた。3月19日には同大会のスコットランド対イタリア戦 の副審を担当した。
2024年11月2日のオールブラックスXV対マンスター・ラグビー戦（アイルランド、リムリック）、11月16日のスコットランド対ポルトガル戦（スコットランド、エディンバラ）でレフリーを担当。シニアの国際試合レフリーは初めて。